# Желішув
Желішув (пол. Żeliszów, нім. Giersdorf) — село в Польщі, у гміні Болеславець Болеславецького повіту Нижньосілезького воєводства.
Населення — 548 осіб (2011).
У 1975-1998 роках село належало до Єленьоґурського воєводства.

## Демографія
Демографічна структура станом на 31 березня 2011 року:
|          | Загалом | Допрацездатний вік | Працездатний вік | Постпрацездатний вік |
| -------- | ------- | ------------------ | ---------------- | -------------------- |
| Чоловіки | 293     | 61                 | 215              | 17                   |
| Жінки    | 255     | 45                 | 159              | 51                   |
| Разом    | 548     | 106                | 374              | 68                   |